# Eddy Louiss
Eddy Louiss né le 2 mai 1941 à Paris et mort le 30 juin 2015 à Poitiers, est un musicien français, organiste, chanteur et pianiste de jazz.

## Biographie

### Jeunesse et débuts
D'ascendance martiniquaise, Eddy Louiss naît dans le 14e arrondissement de Paris, le 2 mai 1941, dans une famille de musiciens. Son père Pierre Louiss est trompettiste. Eddy étudie lui-même la trompette, le piano et, à l'adolescence, joue dans l'orchestre de son père. Au début des années 1960, il joue du piano dans des boites à Paris tout en poursuivant ses études. Il chante aussi avec le groupe musical les « Double Six » (avec sa fondatrice Mimi Perrin, Roger Guérin, Ward Swingle et Christiane Legrand, la sœur de Michel Legrand).
Ajoutant l'orgue à sa palette instrumentale, Louiss joue, dans les années 1960, avec Johnny Griffin, Art Taylor, Dizzy Gillespie et Stan Getz. À la fin de ces années, il fait partie du trio de Kenny Clarke avec René Thomas et enregistre aussi avec Barney Kessel. Eddy Louiss joue et enregistre aussi avec Claude Nougaro, Jane Birkin, avec Henri Salvador et bien d'autres. Il forme un big band, Multicolor Feeling, avec lequel il réalise de nombreuses tournées dans toute l'Europe. Il a joué également en duo avec Michel Petrucciani et Richard Galliano.
Jean-Claude Brisson, Jean-Louis Cavalier, Bernard Dumont et Robert Rea réalisent Blues, Blanc, Rouge, un documentaire en couleur sur le musicien, d'une heure et vingt minutes, sorti en 1977. On y voit et on y entend Eddy Louiss, jouant et improvisant à l'orgue, dans différents lieux et chez lui, témoignant aussi longuement de son engagement dans le jazz.

### Dernières années
En 2006, Eddy veut respecter ses engagements malgré des problèmes de santé. Le concert du 8 août 2006 au festival Jazz in Marciac marque le début d’une période de combat. Il est amputé du pied gauche en raison de complications artérielles consécutives à son diabète. Une longue période de rééducation difficile commence. Il se bat et son entourage aussi.
Le coffret D’un jour à l’autre, sorti en 2009, annonce son retour. Cette réédition remastérisée contient notamment Histoire sans parole, un album magnifique de 1978 presque inconnu car disparu en même temps que le distributeur de l’époque. On découvre dans ce coffret différentes facettes d'Eddy, Sang mêlé et Wébé dévoilent son intérêt pour la musique électronique, les deux albums de la MultiColor Feeling Fanfare nous montrent la joie d'Eddy à partager la musique.
L'année 2010 signe son retour sur scène, avec notamment la célébration de ses cinquante ans de carrière à l'Olympia, avec la renaissance de la Multicolor Feeling Fanfare de plus de 60 musiciens. Il enregistre l'album Taurorque et participe à la bande son du film Le Bruit des glaçons, de Bertrand Blier avec Jean Dujardin et Albert Dupontel. Il avait collaboré auparavant avec Blier en étant organiste auprès de Philippe Sarde, qui composa la bande originale du film Beau-père en 1981.

### Mort
En juin 2015, Eddy Louiss subit deux opérations à cause d'une cataracte. À la suite d’une chute, il doit être opéré de nouveau mais il succombe à l'opération et meurt au centre hospitalier universitaire de Poitiers le 30 juin 2015, à l'âge de 74 ans,. Ses obsèques se tiennent dans l'après-midi du 6 juillet 2015 au crématorium communal.

## Récompenses
- 1995 : Victoires du jazz avec Michel Petrucciani dans la catégorie Album jazz instrumental de l'année pour Conférence de presse

## Discographie non exhaustive

### En tant que leader
- Eddy Louiss Le Climb, 45T Véga, 1962
- Eddy Louiss, Barclay, 1967. Réédition : Flomela, Dreyfus Jazz, 1996. (Réédition partielle, mais ajouts d'inédits postérieurs)
- Eddy Louiss Kenny Clarke René Thomas, CY Records, 1968. Réédition : Eddy Louiss trio, Dreyfus Jazz, 1991
- Eddy Louiss orgue, America, 1972. Réédition : Accord, 1988
- Eddy Louiss orgue vol. 2, America, 1972;  Réédition : Eddy Louiss, Bohemia After Dark, Universal, 2000
- Combo, Goss Records, 1978
- Histoire sans parole, Goss Records, 1979
- Eddy Louiss Caraibes, Les Eléphants, Taureau, maxi 45t La Frette Music, 1983
- Caraïbes, Goss Records, 1983
- Sang mêlé, Nocturne, NTLP, 1987  (réédition en CD, NTCD, 1990)[11]
- Multicolor Feeling Fanfare, Nocturne, NTCD, 1989
- Tabataba, Nocturne, NTCD, 1989
- Multicolor Feeling Fanfare Live, Nocturne, NTCD, 1991
- Wébé, Nocturne, NTCD, 1992
- Louissiana, Initial, 1995
- Sentimental Feeling, Dreyfus Jazz, 1999[12]
- Récit proche, Dreyfus Jazz, 2001
- Taurorque, Tempo111, 2010

### En tant que coleader
- Trio HLP, Humair, Louiss, Ponty, Polydor, 1968, vol 1 et 2. Réédition : Humair/Louiss/Ponty, vol. 1 et 2, Dreyfus Jazz, 1991.
- Trio HLP Last set, All Life, 1968
- Our Kind of Sabi,  E. Louiss, Niels Pedersen, J. Surman, MPS, 1970
- Grappelli-Louiss, Festival, 1970
- Porgy and Bess, E. Louiss, I. Jullien, Riviera, 1972. Réédition : Universal, 2002
- Live at Montreux, Louiss-Lubat-Engel Group, Disques Pierre Cardin, 1972
- Blue Skies, Grappelli-Louiss, Musidisc 1993 (réédition CD)
- Conférence de presse, E. Louiss, Michel Petrucciani, vol. 1 et 2, Dreyfus Jazz, 1995
- Face to Face, avec Richard Galliano, Dreyfus Jazz, 2001
- Ô Toulouse... Hommage à Claude, Louiss, Lubat, Trussardi, Vander, DR/Futur Acoustic, 2004
- Ô Toulouse... Hommage à Claude (Live), Louiss, Lubat, Trussardi, Vander (Invités : Richard Galliano, André Minvielle), DR/Futur Acoustic, 2005

### En tant que sideman
Avec Les Double Six
- Les double six, Columbia 1960-1961. Réédition : Open (1981 et 1991)

Avec Bill Coleman
- Sings and Plays 12 Negro Spirituals, Guilde Internationale du Disque, 1968

Avec Michel Colombier
- Wings, AM Records, 1971

Avec André Condouant
- Brother Meeting, DEBS, 1971. Réédition, DEBS, 1999 (Eddy Louiss au piano)

Avec Stan Getz
- Dynasty, Getz, Louiss, Lubat, Thomas, Verve, 1971. Réédition : CD Verve, 1989
- Stan Getz Quartet Live, Getz, Louiss, Lubat, Thomas, BluJazz, 1971

Avec Stéphane Grappelli
- Satin Doll, Musidisc, 1972
- Plays Cole Porter, Festival, 1976. Réédition : Jazz in Paris 2001
- Joue G. Gershwin, Festival, 1978. Réédition : Accord, 1984

Avec Jimmy Gourley
- Jimmy Gourley and the Paris Heavyweights, 52° Rue Est, 1984

Avec Daniel Humair
- Surrounded, Mediartis, 1987

Avec Ivan Jullien
- Blow!, Barclay, 1970
- Paris Point Zero, Riviera, 1971

Avec Albert Mangelsdorff-John Surman
- Room 1220, Konnex Records, 1993 (original datant de 1970)

Avec Jean-Claude Naude
- Spécial Blend, Blue Swan (D), 1971

Avec Jean-Luc Ponty
- Jazz Long Playing, Philips, 1964. Réédition : Jazz in Paris, 2000

Avec René Thomas
- Guitar Genius vol. 2, AMC, 1992 (un inédit de 1970)

### En accompagnateur de chanteurs
Avec Pierre Louiss
- Creole Swing, FA, 1995

Avec Claude Nougaro
- Une soirée avec Claude Nougaro, Olympia 1969 (Philips, 1969)
- Sœur Ame (Philips, 1971)
- Locomotive d'or (Philips, 1974)
- Le disque d'or (Philips, s.d.)
- L'enfant phare (Polydor, 1997)

Avec Henri Salvador
- Henri Salvador en public, Discaz, 1980

Avec Charles Aznavour
- Jazznavour, (	EMI, 1998)

Avec Barbara
Avec Nicole Croisille
Avec Serge Gainsbourg
Avec Eric Vincent
Avec Jacques Higelin